# TeXstudio
«ΤΕΧstudio» — кросс-платформенный редактор LAΤΕΧ с открытым кодом, подобный Texmaker.
ΤΕΧstudio является интегрированной средой для создания LAΤΕΧ документов и включает такие возможности, как интерактивная система проверки правописания, сворачивание блоков текста, подсветка синтаксиса. ΤΕΧstudio распространяется без пакета LAΤΕΧ — пользователь должен самостоятельно выбрать и установить нужный дистрибутив LAΤΕΧ.
ΤΕΧstudio, который сначала назывался ΤΕΧMakerX, появился как ответвление от программы ΤΕΧMaker, в которой её пытались расширить с помощью дополнительной функциональности, сохраняя при этом внешний вид и поведение. Он запускается под Windows, Unix/Linux, BSD и Mac OS X.

## Возможности[4]
TeXstudio имеет много полезных возможностей, необходимых при редактировании исходного кода ΤΕΧ/LAΤΕΧ, таких как:
- Поддержка написания скриптов
- Мастер для рисунков, таблиц, формул (мастера используют GUI для визуального и удобного для пользователя создания структур со сложным кодом)
- Поддержка Drag & Drop для рисунков
- Система шаблонов
- Подсветка синтаксиса
- Проверка правописания
- Интегрированный просмотрщик PDF
- Автоматически обновляемый просмотр для формул и сегментов кода в месте редактирования
- Поддержка SVN
- Интеграция с библиографическими менеджерами BibTeX и BibLaTeX
- Экспорт в формат HTML
- Лексический анализ документа (количество слов, частота слов, частота фраз и тому подобное)

## История
TeXstudio возник как ответвление от Texmaker в 2009 году, в силу не открытого процесса разработки Texmaker и разной философии относительно конфигурирования и возможностей. Сначала он назывался TeXmakerX, потому что разрабатывался как маленький набор расширений к Texmaker с надеждой на то, что они когда-нибудь будут интегрированы в Texmaker. Несмотря на то, что в некоторых местах еще можно увидеть, что TeXstudio берет начало от Texmaker, существенные изменения в функциональности и кодовой базы делают его полностью независимой программой.